# Бойніцька Ольга Сергіївна
О́льга Сергі́ївна Бойні́цька (нар. 20 квітня 1973 року, Київ) — українська вчена-літературознавець, доктор філологічних наук (2017).  Дочка С. Бєлоносова.

## Біографічні дані
Народилася 20 квітня 1973 року в Києві.
У 1995 році закінчила Київський університет, де й працює з 1997: з 2005 року — доцент кафедри зарубіжної літератури.

## Наукова робота
Вивчає літературу Великої Британії 20–21 сторіччя, зокрема генезу та жанрові модифікації англійського історіографічного роману, художній світ романів Івліна Во.

### Основні праці
За ЕСУ:
- Романістика Івліна Во: навч. посіб. — К., 2005;
- Bridge over the Waterland: Linking the Past with the Present in Graham Swift’s Ever After // American and British Studies Annual. — 2013. — Vol. 6;
- Англійський історіографічний роман кінця ХХ — початку ХХІ ст.: філософія жанру. — К., 2016;
- Синтез постмодернистских и реалистических нарративных стратегий в историографическом романе Б. Бейнбридж «Мастер Джорджи» // Philology: International Scientific J. — 2016. — № 4;
- Англійський історичний роман: генеза, розвиток та трансформація жанру: навч. посіб. — К., 2020[1].